# Adolfo Martín Andrés
Adolfo Martín Andrés es una ganadería de toros bravos de la provincia de Cáceres y pertenece a Adolfo Martín Escudero. Este hierro tiene un origen zootécnico en las reses procedentes de los hierros del Marquesado de Albaserrada y Escudero Calvo, y conserva el encaste Albaserrada.
Según consta en la Unión de Criadores de Toros de Lidia (UCTL) la ganadería de Adolfo Martín pasta en las fincas Los Alijares (Cáceres), Caballerías Chicas (Cáceres) y Caballerías de Piedras Labradas (Cáceres). La divisa de la ganadería es verde y roja; con señal hendida en ambas orejas de las reses.

## Encaste Albaserrada
En 1912 el Marqués de Albaserrada compra al Conde de Santa Coloma una porción de la ganadería, concretamente las reses más influenciadas por Saltillo. En 1920 José Bueno Cantón compra la ganadería, a su muerte los sobrinos de José se quedan con media ganadería y Juliana, su mujer, con la otra mitad.
En 1941 muere Juliana y sus sobrinos Florentina, Josefa, Andrea y Antonio Escudero se quedan con la ganadería. Poco tiempo después surgen problemas entre los hermanos y separan las partes de la ganadería.
Entre 1960 y 1965 los hermanos Victorino y Adolfo Martín se hacen con las partes de la ganadería correspondientes a Florentina, Josefa y Antonio Escudero.

## Historia de la ganadería
Adolfo Martín Miguel y Candelas Andrés Calvo tienen tres hijos, Adolfo, Victorino y Venancio. La familia se dedica a la venta y producción de carne de ganado manso. El padre de familia muere durante la guerra civil y un tiempo después los tres hermanos introducen la compraventa de ganado de lidia en los pueblos cercanos a Galapagar.
En 1949, Adolfo compra novillos y vacas de Garciliano, se anuncia en Morazarzal y la normativa le obliga a inscribirse en la Asociación Nacional de Ganaderías de Lidia en el 1952.
En 1960, los tres hermanos, compran una de las partes de la ganadería Albaserrada. La ganadería se pone a nombre de Victorino. Entre 1962 y 1965 compran el resto de la ganadería de Albaserrada. Se lidió a nombre de Escudero Calvo Hermanos hasta 1966, fecha en la cual se lidia la primera corrida, en Calasparra, a nombre de Victorino Martín.
En 1989 los hermanos deciden dividir la ganadería y Venancio vende su parte a sus dos hermanos. En 1992 Adolfo Martín Andrés cede la ganadería a su hijo, Adolfo Martín Escudero. En 1995 lidia su primera corrida en Céret donde consigue todos los premios.
En el año 1998 debuta en Madrid y finalmente, tras lidiar los festejos reglamentarios con resultado satisfactorio, es admitido en la UCTL (Unión de Criadores del Toro de Lidia) en el 2000.

## Características de la ganadería
El toro de la ganadería de Adolfo Martín, por su origen genético procede directamente de los prototipos raciales del encaste Albaserrada. Por esta razón corresponde a las características típicas de este encaste.
La morfología de las reses de Adolfo es similar a la del encaste Saltillo. Se trata de ejemplares de talla media, finos de tipo y de piel. Presentan perfiles cefálicos rectos y la cabeza es estrecha, alargada y voluminosa, de sienes estrechas y morro afilado (hocico de rata). Las encornaduras suelen ser finas y normalmente se dirigen hacia arriba dando lugar a ejemplares veletos, cornivueltos y cornipasos. Su cuello es largo y móvil, el morrillo no suele ser muy prominente, y son degollados de papada.
Lucen capas cárdenas en todas sus variantes y negras acompañadas de accidentales entrepelados, bragados, meanos, rabicanos, axiblancos, mulatos y más raramente salpicados, listones y ojalados.
Sobre el comportamiento de los adolfos, los toreros siempre han considerado a estos animales como exigentes e inteligentes durante su lidia. Se trata de un tipo de toro encastado, de raza, con temple y bravura. Se caracteriza por su capacidad de embestir, y agresividad durante esta, humilla mucho, se emplea en todos los tercios y exige. Acomete despacio y permite torear con profundidad, pelea hasta el final sin rajarse y no perdona los errores, ya que aprende muy rápido.
Para una buena lidia requiere pocos capotazos, los imprescindibles, esperándole mucho y llevándole para delante. Se entrega en el caballo, siendo un número de 2 puyazos el más adecuado, y permite lucirse en la muleta.

### Toros célebres
- Lagartijo, toro lidiado en la tarde del 7 de junio de 1999 en la Feria de San Isidro (Madrid) que obtuvo el trofeo como mejor toro del ciclo de Las Ventas.[22]
- Malagueño II, lidiado por Oscar Higares el 4 de junio del 2000, en Las Ventas. Recibió el premio al mejor toro de la Feria de San Isidro 2000.[22][23]
- Mulillero, n.º 11, cárdeno, de 525 Kg de peso. Lidiado por Luis Miguel Encabo el 2 de mayo de 2006 en Las Ventas. Recibió el premio al mejor toro de la temporada.[24]
- Baratero, n.º 108, negro entrepelado, bragado y meano, de 492 kg.[25] Lidiado por Manuel Escribano el 4 de junio de 2015 en Las Ventas, le cortó una oreja.[26][27]
- Murciano, n.º 32, cárdeno, indultado por Manuel escribano en Miajadas en el año 2015, le corto las dos orejas y el rabo simbólicos.[28]
- Madroñito, n.º 2, cárdeno, de 511 kg, indultado por El Cid en la Plaza de toros de Santander, en 2016.[29]
- Chaparrito, lidiado por Pepe Moral el 8 de junio de 2018 en Las Ventas, le cortó una oreja.[30] Recibió el premio al mejor toro de la Feria de San Isidro.[31][32]